# 谢拉格山
谢拉格山（挪威語：Kjerag或Kiragg）是挪威的一座山，位于西南部罗加兰郡吕菲尔克区福桑附近，濒临吕瑟峡湾，最高点海拔1110米。著名的徒步目的地。著名的谢拉格伯顿石（挪威語：Kjeragbolten，也称“奇迹石”）位于北部。谢拉格伯顿石夹在两块巨岩之间的裂缝中，海拔984米，体积5立方米。为著名的旅游景点。

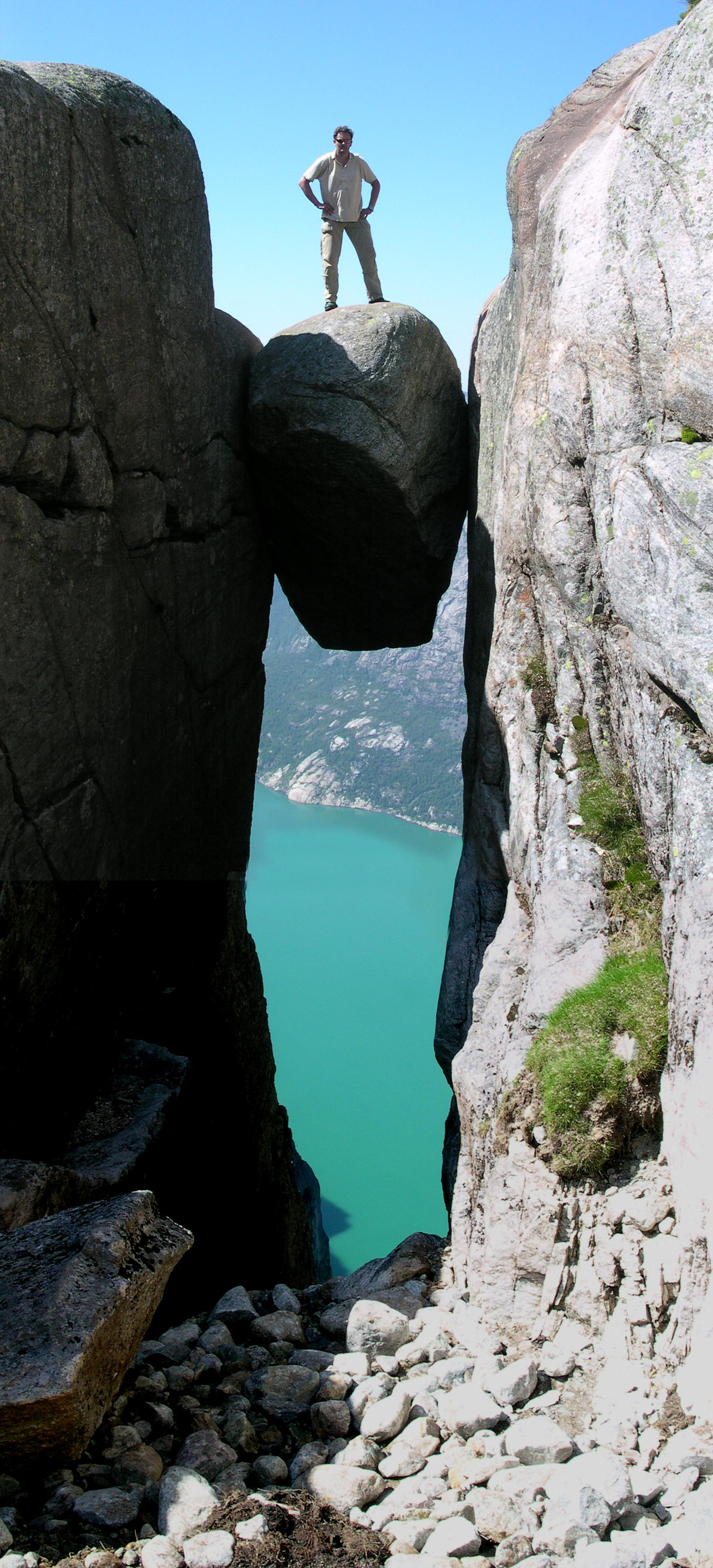
一名男子站在谢拉格伯顿石上。